# 민디 스털링
민디 스털링(Mindy Sterling, 1953년 7월 1일 ~ )은 미국의 배우이다.

## 출연 작품
- 올 어바웃 니나 (2018)
- 더 60 야드 라인 (2017)
- 더 굿 네이버 (2016)
- 더 도그 후 세이브드 썸머 (2015)
- 더 뉴이스트 플렛지 (2012)
- 눕즈 (2012)
- 초콜렛 도넛 (2012)
- 몬스터 맥스 (2011)
- 스쿠비-두! 뮤직 오브 더 뱀파이어 (2011)
- 화성은 엄마가 필요해 (2011)
- 킥 버토스키: 서버번 데어데블 (2010)
- 지저스 피플: 더 무비 (2009)
- 크리스마스를 구한 개 (2009, The Dog Who Saved Christmas Vacation)
- 위너스 (2008)
- 슈레더맨 (2007)
- 더 어메이징 스크류-온 헤드 (2006)
- 아이스 에이지 2 (2006)
- 크리스마스의 열 두 마리 개 (2005)
- 겟팅 플레이드 (2005)
- 오스틴 파워: 골드 멤버 (2002)
- 저스티스 리그 (2001)
- 금발이 너무해 두번째 이야기 (2001)
- 스카이 이즈 폴링 (2000)
- 그린치 (2000)
- 드롭 데드 고저스 (1999)
- 크레이지 핸드 (1999)
- 오스틴 파워 (1999)
- 오스틴 파워 - 제로 (1997)
- 세이비드 바이 더 벨: 더 컬리지 이어스 (1993)
- 브레이브 리틀 토스터 (1987)
- 하우스 (1986)

### 텔레비전
- 프렌즈 (1996)
- 르노 911! (2004)
- 로봇 치킨 (2006-08)
- 아이칼리 (2007-12)
- Legit (2013)